# 骆建贤
骆建贤（英語：Loh Kean Hean，1995年3月12日—），新加坡羽毛球男運動員。其胞弟骆建佑同為羽毛球運動員。

## 簡歷
骆建贤生于马来西亚槟城，小時候就讀於槟城韩江小学。10岁时，父母把他和弟弟送到杨威羽球训练学院，跟隨教练骆木贤。2009年，14岁的骆建贤到新加坡的蒙福中学念书，并参加新加坡国家羽毛球队培训。
2015年8月，骆建贤出戰新加坡羽毛球國際系列賽，與许永凯合作贏得男子雙打比賽冠軍。

## 主要比賽成績
只列出曾進入準決賽的國際賽事成績：
| 年份   | 賽事                   | 公開賽級別 | 項目     | 拍檔                 | 成績   |
| ------ | ---------------------- | ---------- | -------- | -------------------- | ------ |
| 2014年 | 斯里蘭卡羽毛球國際賽   | 國際挑戰賽 | 混合雙打 | Dellis Yuliana       | 準決賽 |
| 2014年 | 新加坡羽毛球國際系列賽 | 國際系列賽 | 混合雙打 | Dellis Yuliana       | 亞軍   |
| 2015年 | 東南亞運動會羽毛球比賽 | 其他       | 男子團體 | －                   | 銅牌   |
| 2015年 | 新加坡羽毛球國際系列賽 | 國際系列賽 | 男子雙打 | 许永凯               | 冠軍   |
| 2016年 | 中華台北羽球大師賽     | 大獎賽     | 男子雙打 | 许永凯               | 準決賽 |
| 2017年 | 樂魚羽毛球國際挑戰賽   | 國際挑戰賽 | 男子雙打 | 许永凯               | 準決賽 |
| 2017年 | 東南亞運動會羽毛球比賽 | 其他       | 男子團體 | －                   | 銅牌   |
| 2019年 | 愛沙尼亞羽毛球國際賽   | 國際系列賽 | 男子雙打 | 丹尼·巴瓦·克里斯南塔 | 亞軍   |
| 2019年 | 伊朗羽毛球國際挑戰賽   | 國際挑戰賽 | 男子雙打 | 丹尼·巴瓦·克里斯南塔 | 準決賽 |
| 2019年 | 東南亞運動會羽球比賽   | 其他       | 男子團體 | －                   | 銅牌   |
| 2021年 | 荷蘭羽毛球公開賽       | 國際挑戰賽 | 男子雙打 | 许永凯               | 冠軍   |
| 2021年 | 捷克羽毛球公開賽       | 國際系列賽 | 男子雙打 | 许永凯               | 冠軍   |
| 2022年 | 亞洲羽毛球團體錦標賽   | 其他       | 男子團體 | －                   | 季軍   |
| 2022年 | 東南亞運動會羽毛球比賽 | 其他       | 男子團體 | －                   | 銅牌   |
| 2022年 | 東南亞運動會羽毛球比賽 | 其他       | 男子雙打 | 許永凱               | 銅牌   |
| 2022年 | 英聯邦運動會羽毛球比賽 | 其他       | 混合團體 | －                   | 銅牌   |
| 2023年 | 東南亞運動會羽毛球比賽 | 其他       | 男子團體 | －                   | 銅牌   |
| 2024年 | 愛沙尼亞羽毛球國際賽   | 國際系列賽 | 男子雙打 | 羅聖焱               | 冠軍   |

| 2007-2017年 | 首要超級賽 | 超級賽 | 黃金大獎賽 | 大獎賽 | 國際挑戰賽 | 國際系列賽 | 未來系列賽 | 其他 |

| 2018-2026年 | 總決賽 | 超級1000賽 | 超級750賽 | 超級500賽 | 超級300賽 | 超級100賽 | 國際挑戰賽 | 國際系列賽 | 未來系列賽 | 其他 |

### 奧運會和世錦賽參賽紀錄
|          | 搭檔           | 2019 | 2022 | 2023 |
| -------- | -------------- | ---- | ---- | ---- |
| 男子雙打 | D·B·克里斯南塔 | 64強 | －   | －   |
| 男子雙打 | 许永凯         | －   | 16強 | －   |
| 男子雙打 | 郭俊良         | －   | －   | 64強 |